# 理查德·F·奥特考特

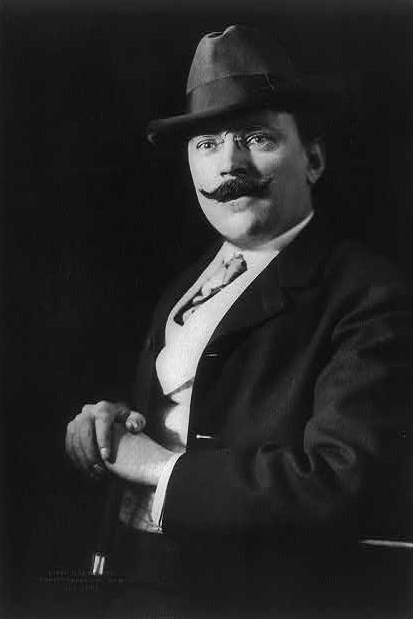
理查德·F·奥特考特

理查德·F·奥特考特（1863年1月14日－1928年9月25日）是一位美国漫画家。爱迪生实验室推出的电灯後，理查德·F·奥特考特就幫該實驗室的電燈畫了宣傳畫。後來他又幫愛迪生畫机械图和插图。 他還是黄孩子的作者。